# Bugatti Type 26
Der Bugatti Type 26 ist ein Pkw-Modell. Hersteller war Bugatti aus dem Elsass, das damals zum Deutschen Reich gehörte.

## Beschreibung
Der Prototyp entstand 1914. Die Basis bildete das Fahrgestell des Type 23. Soweit bekannt, wurden die Abmessungen von 255 cm Radstand und 115 cm Spurweite übernommen. Der wassergekühlte Frontmotor trieb über eine Kardanwelle die Hinterräder an.
Der entscheidende Unterschied bestand im Motor, der als Type 24 bezeichnet wurde. Es war weiterhin ein Vierzylinder-Viertaktmotor mit einem Ein- und einem Auslassventil je Zylinder. Die Zylinderabmessungen mit 68 mm Bohrung und 108 mm Hub waren gegenüber dem Type 23 erhöht worden. Das ergab 1569 cm³ Hubraum.
Das Projekt wurde nicht weiter verfolgt. Die zur gleichen Zeit entwickelte Vierventiltechnik bei den Modellen Type 13, Type 22 und Type 23 erwies sich als erfolgreich.